# Leonardo Ramos Seixas Guimarães
Leonardo Ramos Seixas Guimarães (1980) es un biólogo, botánico, orquideólogo, geobotánico, curador, y profesor brasileño.

## Biografía
En 2004, obtuvo la licenciatura en Ciencias Biológicas por la Universidad Metodista Izabela Hendrix; en 2010, y por el Instituto de Botánica, un título de maestría en biodiversidad vegetal, ambiente y recursos naturales, defendiendo la tesis Flora da Serra do Cipó (Minas Gerais, Brasil): Orchidaceae - subfamília Vanilloideae e subtribos Dendrobiinae, Oncidiinae, Maxillariinae (subfamília Epidendroideae), Goodyerinae, Spiranthinae e Cranichidinae (subfamília Orchidoideae) Archivado el 5 de marzo de 2016 en Wayback Machine. con la supervisión del Dr. Fábio de Barros (1956); y, en 2014, el doctorado en las mismas especialidades, y por la misma casa de altos estudios, siendo becario del Consejo Nacional de Desenvolvimiento Científico y Tecnológico, CNPq, Brasil, como también para la maestría.
Con conocimientos en el área de botánica, subáreas morfología externa, taxonomía y sistemática vegetal. Actualmente es becario posdoctoral en el Departamento de Botánica de la Universidad Federal de Paraná. Para el tiempo libre, escribe poesía, en su mayoría sonetos, con publicaciones en antologías y colecciones. Recibió los siguientes premios: al Mérito en las Nacionales Poetas Competencia II de Brasil (Bahía de Arte, 2007), Mención Especial y destacado Especial en categoría Sonetos (alfabetización, 2013) y Calidad de Obra Literaria (CBJE, 2014)

## Algunas publicaciones
- PINHEIRO, F.; CARDOSO-GUSTAVSON, P.; SUZUKI, R. M.; ABRAO, M. C. R.; GUIMARÃES, L. R. S.; DRAPER, D.; MORAES, A. P. 2015. Strong postzygotic isolation prevents introgression between two hybridizing Neotropical orchids, Epidendrum denticulatum and E. fulgens. Evolutionary Ecology 29: 229-248.

- CAETANO, J. O.; GUIMARÃES, L. R. S. 2013. A família Orchidaceae no município de Benedito Novo, Santa Catarina. Boletim CAOB 89: 3-11.

- GUIMARÃES, L. R. S.; PENHA, T. L. L.; BARROS, F. 2013. New records of Orchidaceae in Serra do Cipó, Minas Gerais, Brazil. Check List (São Paulo, en línea) 9: 876-879.

- CAETANO, J. O.; SCHLEMPER, C. R.; HENSCHEL, S.; GUIMARÃES, L. R. S. 2013. A família Orchidaceae no município de Benedito Novo, SC II: Adições e correções. Boletim CAOB 91: 90-95.

- GUIMARÃES, L. R. S.; PENHA, T. L. L.; BARROS, F. 2012. Novos registros de Orchidaceae na Serra do Cipó, Minas Gerais, Brasil. Boletim CAOB 85/86: 27-32.

- GUIMARÃES, L. R. S. 2011. Lista etimológica dos gêneros de Orchidaceae no Brasil (parte 2). Boletim CAOB 81/82: 6-15.

- GUIMARÃES, L. R. S. 2011. Lista etimológica dos gêneros de Orchidaceae no Brasil (parte 3). Boletim CAOB 83: 38-47.

- GUIMARÃES, L. R. S. 2011. Lista etimológica dos gêneros de Orchidaceae no Brasil (Parte 4 - Final). Boletim CAOB 84: 78-81.

- GUIMARÃES, L. R. S. 2010. Lista etimológica dos gêneros de Orchidaceae no Brasil (Parte 1). Boletim CAOB 80: 67-77.

- BARROS, F.; GUIMARÃES, L. R. S. 2010. New combinations and a new name in Orchidaceae. Neodiversity (Feira de Santana) 5: 25-33.

## Capítulos de libros
*
 GUIMARÃES, L. R. S. 2014. Ilusão. En Martins, Luiz Carlos; Luiz, George; Redon, Fernanda (orgs.) Antologia de Poetas Brasileiros Contemporâneos. Rio de Janeiro: Câmara Brasileira de Jovens Escritores 108: 37-37.
* GUIMARÃES, L. R. S. 2014. É só o amor. En Marcelo de Oliveira Souza (org.) Antologia X Concurso Literário "Poesias sem fronteiras". São Paulo: Sucesso, p. 129.
* GUIMARÃES, L. R. S. 2014. Pergunta essencial. En Georges Luiz; Fernanda Redon (orgs.) Dia Nacional da Poesia - Edição Comemorativa 2014. Rio de Janeiro: Câmara Brasileira de Jovens Escritores, p. 56.
* GUIMARÃES, L. R. S. 2014. Saudade. En Denise Barros (org.) O tempo não apaga: Antologia de Poesia e Prosa. São Paulo: Sucesso, v. 2, p. 24-25.
* GUIMARÃES, L. R. S. 2014. Ilusão. En Luiz Carlos Martins; Georges Luiz (orgs.) Panorama Literário Brasileiro 2014/2015: as melhores poesias de 2014. Rio de Janeiro: Câmara Brasileira de Jovens Escritores, p. 68.
;En Deurilene Sousa; Abilio Pacheco (orgs.) Prêmio LiteraCidade 2013 - Poemas e Sonetos. Belém: LiteraCidade. :* GUIMARÃES, L. R. S. Estranho Amor, p. 66. :* GUIMARÃES, L. R. S. Ansiedade, p. 69.
* GUIMARÃES, L. R. S. 2012. Nostalgia. En Abilio Pacheco (org.) 100 poemas, 100 poetas. Bélem: LiteraCidade, 2012, p. 34.
;En Luiz Carlos Martins; Georges Luiz (orgs.) Antologia de Poetas Brasileiros Contemporâneos. Rio de Janeiro: Câmara Brasileira de Jovens Escritores, 2012 :* GUIMARÃES, L. R. S. Carta-resposta, v. 92, p. 59. :* GUIMARÃES, L. R. S. Presente surpresa, v. 6, p. 56.
* GUIMARÃES, L. R. S. 2011. Provocação. En Luiz Carlos Martins; Georges Luiz (orgs.) Antologia de Poetas Brasileiros Contemporâneos. Rio de Janeiro: Câmara Brasileira de Jovens Escritores, v. 84, p. 79.
* GUIMARÃES, L. R. S. 2007. De volta. En Arte Bahia (org.) Antologia II Poetas do Brasil. São Paulo: Scortecci, p. 69.

## Honores[2]

### Revisor de periódicos
- 2013 - actual: Plant Biosystems (Firenze. Testo Stampato)
- 2014 - actual: Hoehnea

### Membresías
- Sociedad Botánica de Brasil[4]

### Premios y títulos
- 2014: Qualidade Literária da Obra, selecionada na Edição de Janeiro de 2014, Câmara Brasileira de Jovens Escritores.
- 2014: Qualidade de Obra Literária: Melhores Poesias de 2014, Litteraria Academiae Lima Barreto / Câmara Brasileira de Jovens Escritores.
- 2013: Mención Especial del Premio LiteraCidade 2013-Poesia en categoría Sonetos, con el soneto "Estranho Amor", Editora LiteraCidade.
- 2007: Mérito por el poema "De volta" Concurso Nacional II Poetas do Brasil, Arte Bahia Produções e Eventos.

- Portal:Biografías. Contenido relacionado con Botánica.
- Portal:Biología. Contenido relacionado con Taxonomía.